# Juan José Lucas
Juan José Lucas Giménez, né le 10 mai 1944 à El Burgo de Osma, est un homme d'État espagnol membre du Parti populaire (PP).
Il est président de la Junte de Castille-et-León entre 1991 et 2001, ministre de la Présidence de 2001 à 2002, président du Sénat entre 2002 et 2004, et vice-président du Sénat entre 2004 et 2015.

## Biographie

### Débuts professionnels
Après avoir accompli des études supérieures de droit, il en devient professeur à l'université Complutense de Madrid entre 1968 et 1969, puis à l'université nationale d'enseignement à distance de Soria.
Nommé directeur provincial de l'Institut national de l'emploi (INEM) en 1980, il est désigné deux ans plus tard sous-directeur général des Coopératives au ministère du Travail, puis directeur général adjoint de l'INEM.

### Débuts locaux en politique
Lors des élections municipales du 8 mai 1983, il se présente dans la ville de Soria, la plus petite capitale provinciale de Castille-et-León, sur la liste de l'Alliance populaire (AP) qui remporte le scrutin. Il est parallèlement élu à la députation provinciale, dont il prend la présidence en 1985.

### Du Congrès au gouvernement régional
Investi tête de liste dans la circonscription électorale de Soria aux élections législatives anticipées du 22 juin 1986, il est élu au Congrès des députés et renonce à ses mandats locaux. Il siège à la commission de la Politique sociale et de l'Emploi.
Secrétaire général de l'AP en Castille-et-León et vice-président du parti à Soria, il démissionne de son mandat parlementaire en 1987 après sa nomination comme vice-président et conseiller à la Présidence et à l'Administration territoriale du gouvernement régional, présidé José María Aznar.
Il renonce à ces fonctions le 24 janvier 1989, afin de prendre celles de secrétaire général adjoint, chargé de l'Organisation territoriale, du nouveau Parti populaire (PP). À la fin de l'année, lors des élections législatives anticipées du 29 octobre, il est réélu député de la circonscription de Soria et intègre la députation permanente de la chambre basse.
En avril 1990, il est reconduit dans l'appareil du parti, désormais présidé par Aznar, avec le titre de vice-secrétaire général. Le mois suivant, en sa qualité de numéro deux du Parti populaire de Castille-et-León (PPCyL), il en prend la présidence par intérim.

### Président de la Junte pour trois mandats
Le 21 janvier 1991, il quitte ses responsabilités afin de se présenter à l'élection régionale du 26 mai suivant en Castille-et-León, ayant été choisi au détriment du président sortant Jesús Posada. Remplacé par Javier Arenas, il mène la liste dans la circonscription électorale de Valladolid.
Lors du scrutin, le PPCyL remporte 602 773 voix, soit 44,25 % des suffrages et 43 sièges sur 84 aux Cortes, soit l'exacte majorité absolue. Les conservateurs progressent ainsi de 70 000 voix et neuf points, ce qui leur permet d'être la première force politique à détenir plus de la moitié des sièges dans l'histoire de la communauté autonome.
Juan José Lucas est investi président de la Junte de Castille-et-León le 4 juillet suivant. Au mois de décembre, il est porté à la présidence du PP régional.
Le scrutin qui se tient quatre ans plus tard, le 28 mai 1995, confirme le statut de fief conservateur pour la région. Le PPCyL obtient en effet 802 493 suffrages en sa faveur, ce qui accorde 53,28 % des voix et 50 députés régionaux aux Cortes. Pour la première fois depuis 1983, une formation obtient plus de la moitié des suffrages, un président de la Junte accomplit tout son mandat et se voit reconduit dans les urnes.
Il remporte facilement un troisième mandat lors de l'élection du 13 juin 1999, même s'il se trouve en recul en recueillant 733 557 voix. Cela donne au PPCyL 48 élus sur 83 et 51,96 % des suffrages exprimés.

### Passage au gouvernement national
Après plus de neuf ans et demi à la tête de la Castille-et-León, Juan José Lucas est appelé au gouvernement espagnol par José María Aznar le 28 février 2001 pour remplacer Mariano Rajoy comme ministre de la Présidence. Il conserve ce poste jusqu'au grand remaniement ministériel du 10 juillet 2002, qui voit Rajoy retrouver son poste.

### Un cadre du Sénat
Il est alors élu au Sénat par les Cortes de Castille-et-León et en devient président le 22 octobre, en remplacement d'Esperanza Aguirre.
À la suite des élections législatives du 14 mars 2004, il est remplacé par le socialiste Javier Rojo, dont il est désigné deuxième vice-président. Il est élu premier vice-président le 13 décembre 2011, après la large victoire du PP aux élections générales du 20 novembre 2011.

### Vie privée
Il est marié et père de trois enfants.